# Lochmaddy
Lochmaddy, schottisch-gälisch: Loch nam Madadh, deutsch: „See der Hunde/Wölfe“ oder „See der Muscheln“ ist das Verwaltungszentrum der Insel North Uist in den Äußeren Hebriden in Schottland.
Lochmaddy befindet sich am Ende eines Meeresarmes und ist wegen der felsigen Küste auf dieser Inselseite die einzige namhafte Siedlung an der Ostküste North Uists.

## Geschichte
Die erste historische Erwähnung von Lochmaddy war eine Beschwerde über Piraterie und Mord in einem Bericht von 1616: „Lochmaldie an der Küste von Uist ist ein Treffpunkt für Piraten“. Die Höhlen und Buchten, die die Gegend um das Dorf charakterisieren, waren hervorragende Verstecke, von denen aus man Schiffe überfiel, die mit wertvollen Gütern für die damaligen Clanführer bestimmt waren. Schmuggelaktivitäten wurden hier bis in die moderne Zeit abgewickelt.
Heute macht derselbe Hafen Lochmaddy zum Fährterminal für North Uist. Die MV Hebrides pendelt auf der Route nach Skye. Durch den Fährhafen wurden Geschäfte und öffentlicher Bau angezogen, wodurch der Ort heute die einzige Bank, das einzige Gerichtsgebäude und Tourismusbüro sowie die einzige Jugendherberge auf North Uist besitzt. Das Krankenhaus von Lochmaddy schloss im März 2001 und wurde durch das neueröffnete Ospadal Uibhist agus Bharraigh („Krankenhaus für Uist und Barra“) in Balivanich auf Benbecula ersetzt.
Lochmaddy war vor dem kommerziellen Niedergang der Heringsfischerei ein wichtiger Fischerort. Unter der Herrschaft Karl I. befand sich hier eine Royal Fishing Station.
Dun Torcuill liegt auf der Westseite des Loch an Duin, nordwestlich von Lochmaddy. Südlich liegen Duns im Loch Huna, darunter Dun Ban. 